# Vidourle
Le Vidourle (Vidorle en occitan) est un fleuve côtier français des Cévennes, du département du Gard, puis mitoyen avec le département de l'Hérault dans sa basse vallée à partir de  Boisseron, dans la région Occitanie. Il se jette dans la mer Méditerranée. Il correspond à la limite occidentale de la Camargue, bordant la Petite Camargue à l'ouest. Dans les années 1960, son cours a été modifié au niveau de son embouchure. Il se jetait à l'origine dans l'étang de l'Or mais alimente aujourd'hui l'étang du Ponant.

## Géographie
Le Vidourle est un fleuve côtier méditerranéen d'une longueur de 95,03 km, il prend sa source au sud des Cévennes, au-dessus de Saint-Hippolyte-du-Fort, sur la commune de Saint-Roman-de-Codières, au nord de la montagne de la Fage, à environ 500 mètres d’altitude. Il coule ensuite dans le département du Gard où s’étend 80 % de son bassin et constitue la limite avec le département de l’Hérault sur le dernier tiers de son parcours, avant de rejoindre la mer Méditerranée par le chenal maritime du Grau-du-Roi et par l’étang du Ponant.
Autrefois doté d'un delta, il a vu son cours détourné durant la seconde moitié du XXe siècle, d'une part par l'installation de portes sur le canal du Rhône à Sète, l'empêchant de rejoindre la pointe de la Radelle où il se jetait dans l'étang de l'Or ou de Mauguio en cas de crue, d'autre part lors de la construction de la station balnéaire de La Grande-Motte au milieu des années 1960. Insuffisamment canalisé vers la mer et ne bénéficiant plus de ses zones d'expansion naturelles, ses eaux s'écoulent avec grande difficulté en cas de « vidourlade » (crues dangereuses).
Le Vidourle présente une particularité : son cours est partiellement souterrain en aval de Saint-Hippolyte-du-Fort, où le fleuve se faufile pour former un vaste plan d'eau souterrain d'où il se libère par la résurgence de Sauve — des études seraient nécessaires mais des scientifiques s’interrogent sur la possible connexion du réseau karstique avec le bassin du Lez.

### Communes traversées

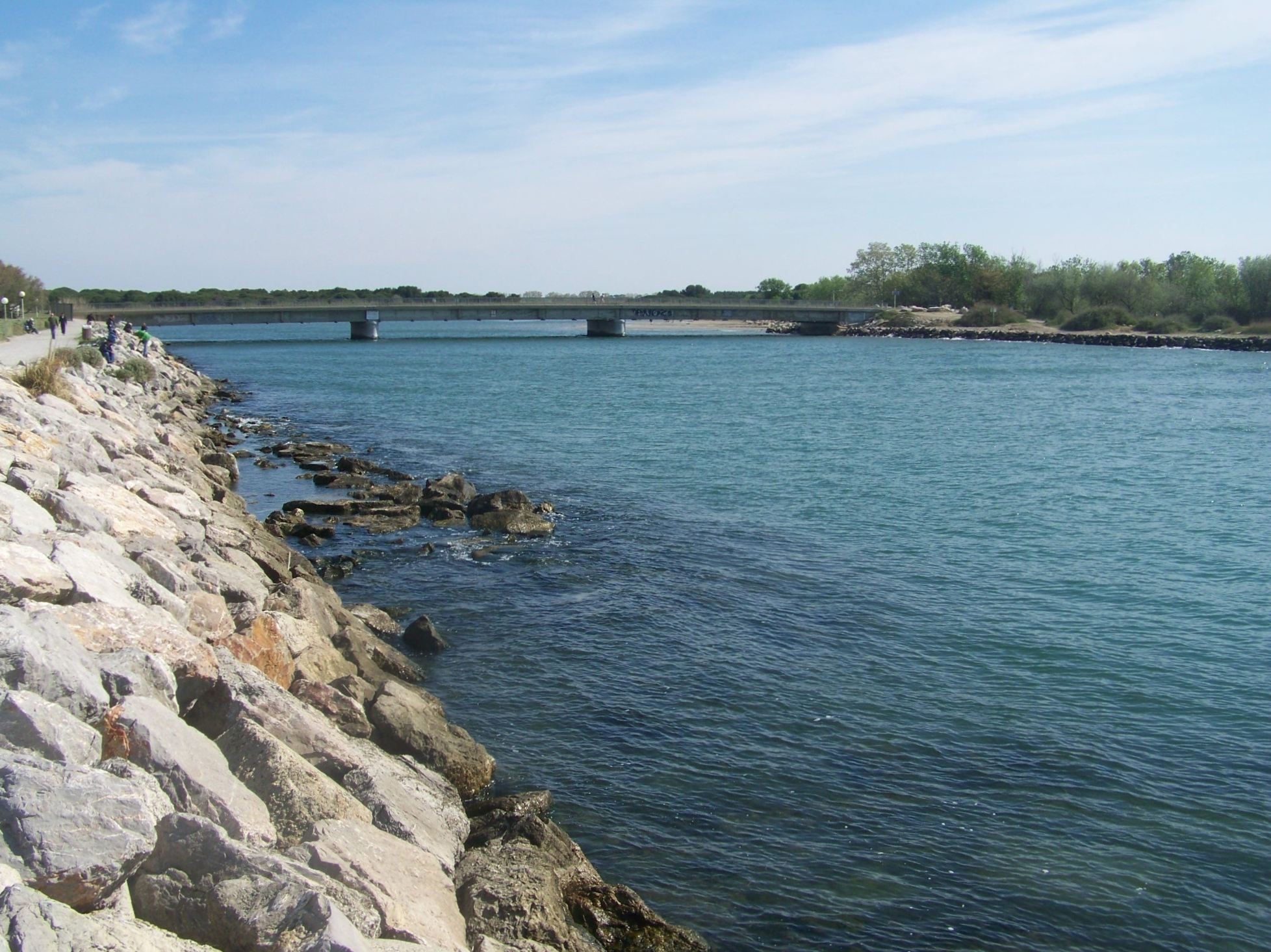
Embouchure du Vidourle de la Passe des Abymes entre les départements de l’Hérault (gauche) et du Gard (droite).

Dans les deux départements du Gard et de l'Hérault, de l'amont vers aval, le Vidourle traverse vingt-huit communes :
- Saint-Roman-de-Codières (source) ;
- Cros ;
- Saint-Hippolyte-du-Fort ;
- Conqueyrac ;
- Sauve ;
- Quissac ;
- Liouc ;
- Orthoux-Sérignac-Quilhan ;
- Sardan ;
- Vic-le-Fesq ;
- Gailhan ;
- Lecques ;
- Fontanès ;
- Salinelles ;
- Villevieille ;
- Sommières ;
- Boisseron ;
- Junas ;
- Aubais ;
- Saint-Sériès ;
- Saturargues ;
- Villetelle ;
- Gallargues-le-Montueux ;
- Lunel ;
- Aimargues ;
- Marsillargues ;
- Saint-Laurent-d'Aigouze ;
- Aigues-Mortes ;
- et à son embouchure entre Le Grau-du-Roi et La Grande-Motte.

Le Vidourle passe également sous la dernière arche romaine du Pont Ambroix au pied de l'oppidum d'Ambrussum.

### Organisme gestionnaire
L'organisme chargé de la gestion de ce cours d'eau est le SIAV (Syndicat Interdépartemental d'Aménagement et de Mise en Valeur du Vidourle et de ses affluents), créé en 1989. Y sont représentés deux départements, soixante-quatorze communes adhérentes, quatre-vingt-quinze communes du bassin versant, sept communautés de communes et un SIVOM. Actuellement c'est  l'EPTB qui, chargé de sa gestion, mène des actions sur 830 km2 du bassin versant et pour 120 000 habitants.

## Affluents
Le Vidourle a trente-cinq affluents référencés dont :
- le ruisseau de l'Esclafar (rg[note 1]) 2,8 km sur la seule commune de Cros ;
- l'Argentesse (rd) 10,3 km sur trois communes avec trois affluents ;
- le ruisseau de Peissines (rd) 4,5 km sur la seule commune de Conqueyrac avec un affluent :
  - le ruisseau de Ceyrac (rx) 2,1 km sur la même commune de Conqueyrac ;
- le Rieu Massel ou ruisseau de Malicar (rd) 22,2 km sur quatre communes avec trois affluents ;
- le Crespenou (rg) 12,9 km sur quatre communes avec trois affluents ;
- le ruisseau de Banassou (rg), 6,2 km sur les trois communes de Quissac, Durfort-et-Saint-Martin-de-Sossenac et Sauve ;
- le Brestalou (rd) 18,3 km sur sept communes avec neuf affluents sur un bassin versant de 318 km2 ;
- le Crieulon (rg) 21,4 km sur neuf communes avec cinq affluents sur un bassin versant de 112 km2 ;
- la Courme (rg) 18,7 km sur dix communes avec quatorze affluents ;
- le Doulibre (rg) 5,7 km sur deux communes Crespian et Vic-le-Fesq avec cinq affluents ;
- le Quiquillan (rd) 11,2 km sur six communes avec trois affluents ;
- l'Aigalade (rg) 13,4 km sur sept communes avec cinq affluents ;
- le ruisseau de Pisse Saüme   1 km sur la commune de Villevieille ;
- la Bénovie (rd) 23 km sur huit communes avec huit affluents ;
- le ruisseau des Corbières (rg) 7,1 km sur les cinq communes de Sommières, Villevieille, Souvignargues, Aujargues et Junas avec un affluent :
  - le ruisseau de Font Gaillarde (rg) 3,5 km sur la seule commune d'Aujargues ;
- le Grand Valat (rd) 1,7 km sur les trois communes de Saint-Series, Saturargues, Aubais ;
- le Lissac ou Rieu d' Aubais (rg) 6,2 km sur les quatre communes de Congénies, Junas, Aubais et Villetelle avec un affluent :
  - le Valat de Rouveyrenque (rg) 1,1 km sur la seule commune de Congénies ;
- la traverse par le canal du Rhône à Sète, 98,1 km.

## Hydrologie

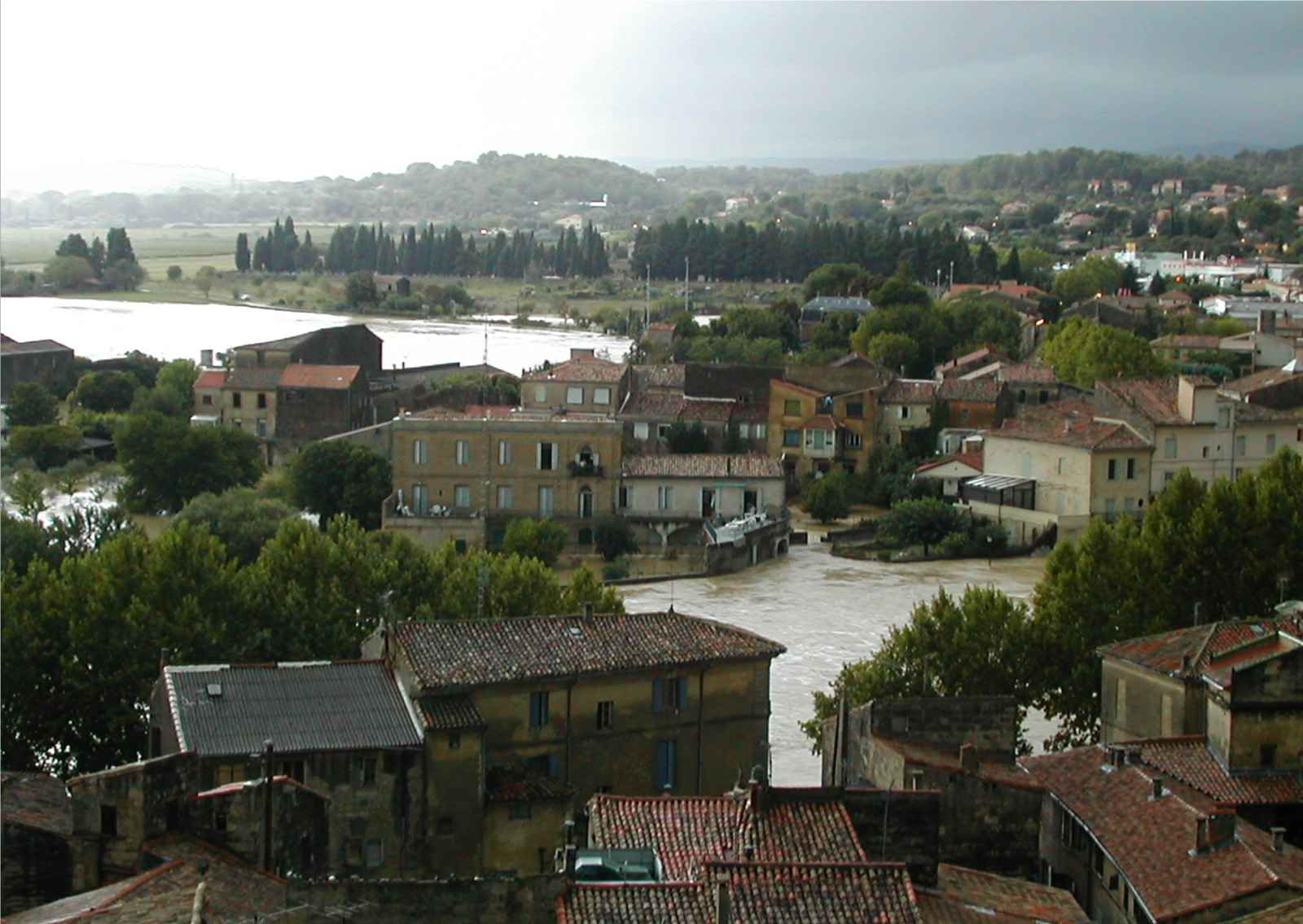
Débordement du Vidourle à Sommières en 2002.
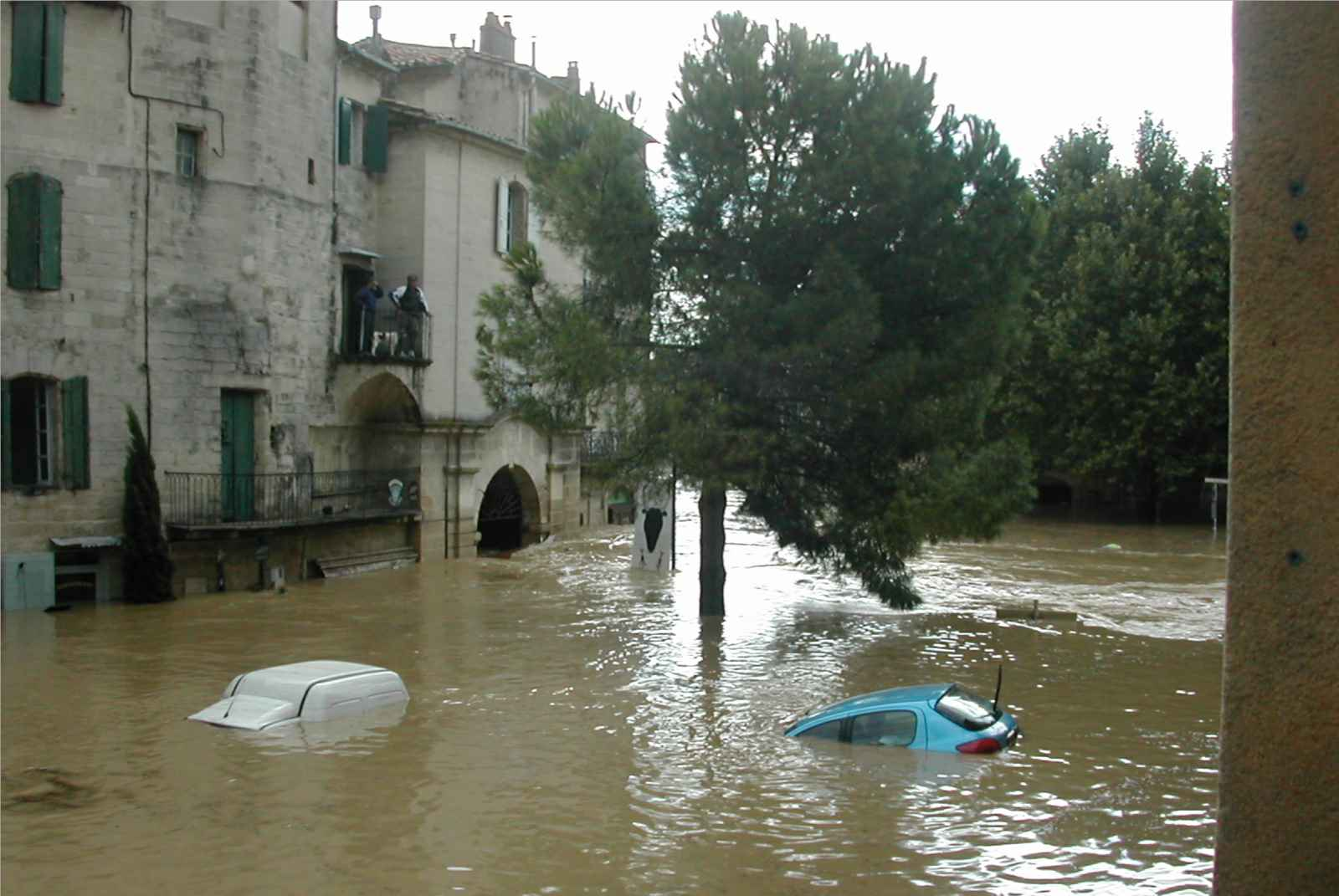
Vidourlade à Sommières en 2002.
Indication des hauteurs de crues sur une façade à Sommières.
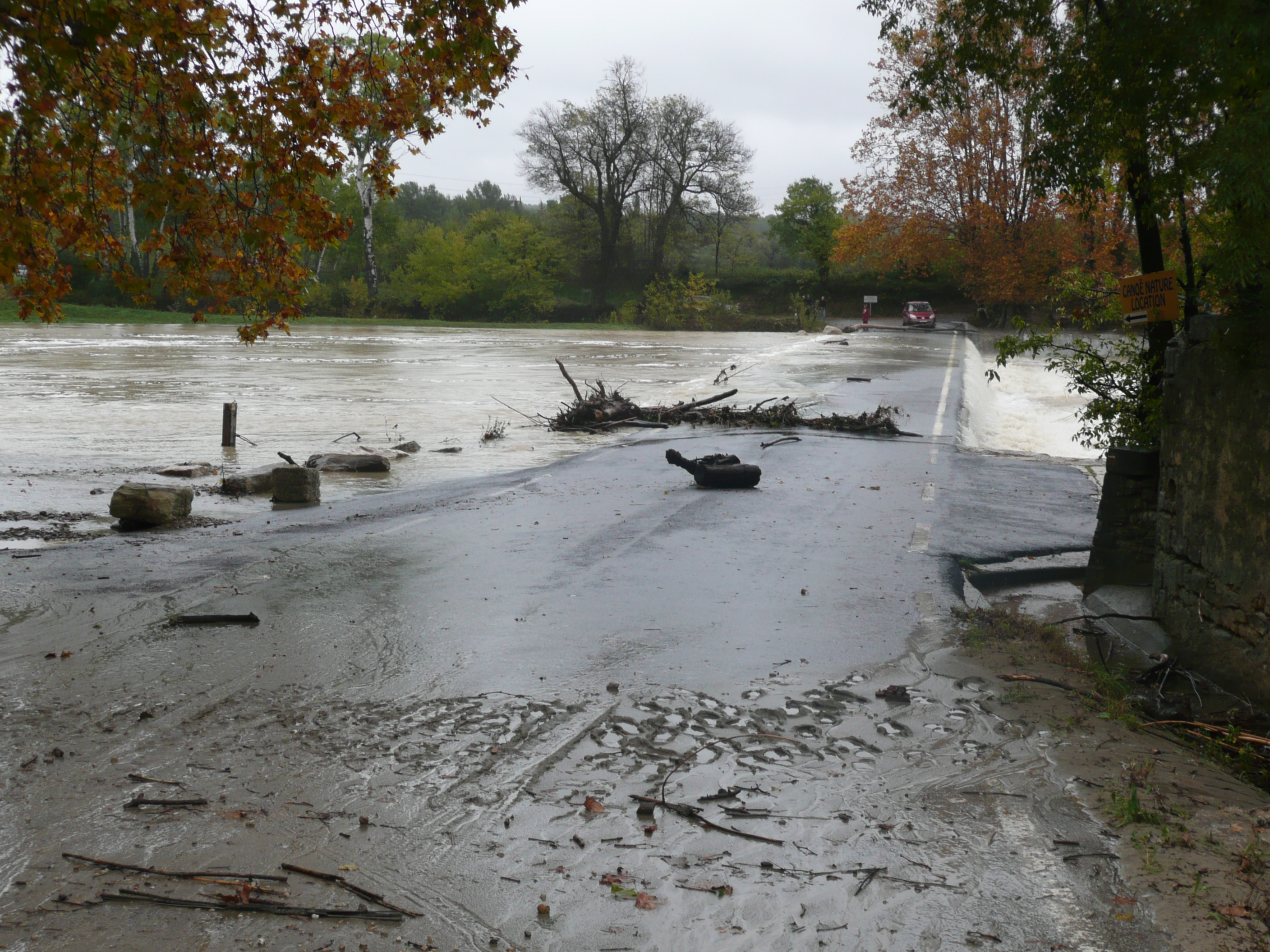
Le vidourle submerge le pont entre Aubais et Villetelle (2010).

Le Vidourle peut connaître des crues spectaculaires, appelées « vidourlades ». Les villes de Quissac et de Sommières furent particulièrement touchées le 15 septembre 1575, le 3 juillet 1684, en octobre 1689, du 1er au 3 octobre 1723, le 18 novembre 1745, le 6 octobre 1812, le 17 septembre 1858, en 1891, le 26 septembre 1907, 16 octobre 1907, le 27 septembre 1933, le 4 octobre 1958 et le 9 septembre 2002 notamment, crue inédite au cours de laquelle le Vidourle a atteint la cote record devant dépasser les 8 mètres en amont du pont romain de Sommières, passant à travers les rambardes de l'ouvrage.
Cette cote ne peut être considérée comme tout à fait exacte, compte tenu du fait que l'échelle des étiages des crues (qui a souvent varié depuis 150 ans) se trouve en aval du pont et que celui-ci forme « barrage » avec remous : 0,90 m de différence de hauteur d'eau entre l'amont et l'aval du pont ce jour-là... Il ne peut donc s'agir que d'approximations. Pour une approche plus réaliste, sur la place du Marché par exemple, il est possible de calculer la différence entre la côte de sortie sur la place proprement dite, de l'ordre de 2,40 m, et la hauteur mesurée sur les immeubles de celle-ci. Cependant, dans la grande rue marchande Antonin Paris, le niveau de 2002 a dépassé de 30 cm celui de la crue record du 4 octobre 1958, la crue du 27 septembre 1933 étant sensiblement plus faible que celle de 1958.
En été, son débit n'est guère impressionnant : souvent faible, et presque à sec ; le minimal est de 3 m3/s. En revanche, en cas de  crues, il peut facilement atteindre 1 500 m3/s, soit le débit de la Seine en crue (plus de 2 650 m3/s à Sommières le 9 septembre 2002 ; à titre de comparaison, le débit maximal de la Seine, lors de la grande crue de janvier 1910 ne fut « que » de 2 400 m3/s).

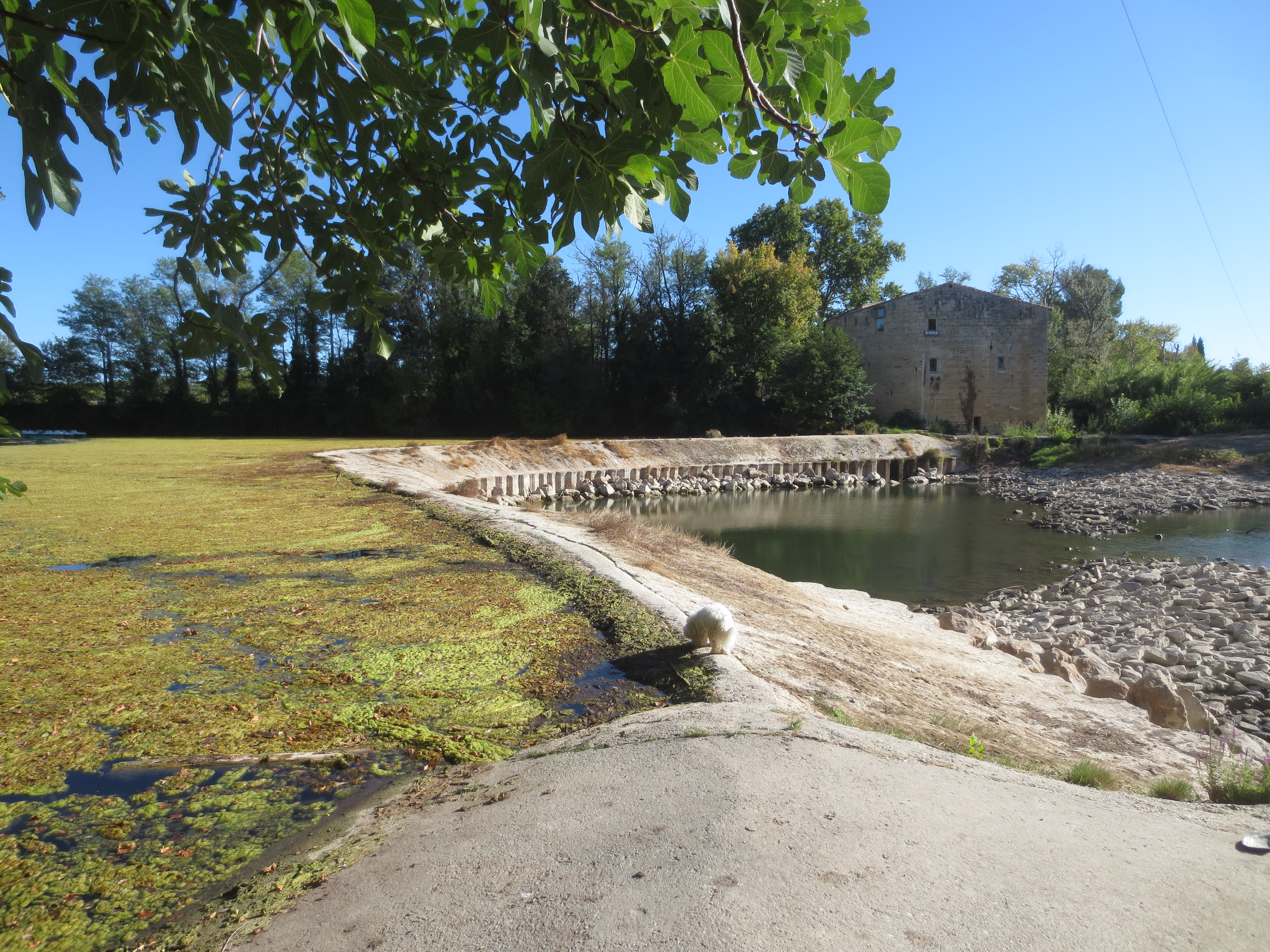
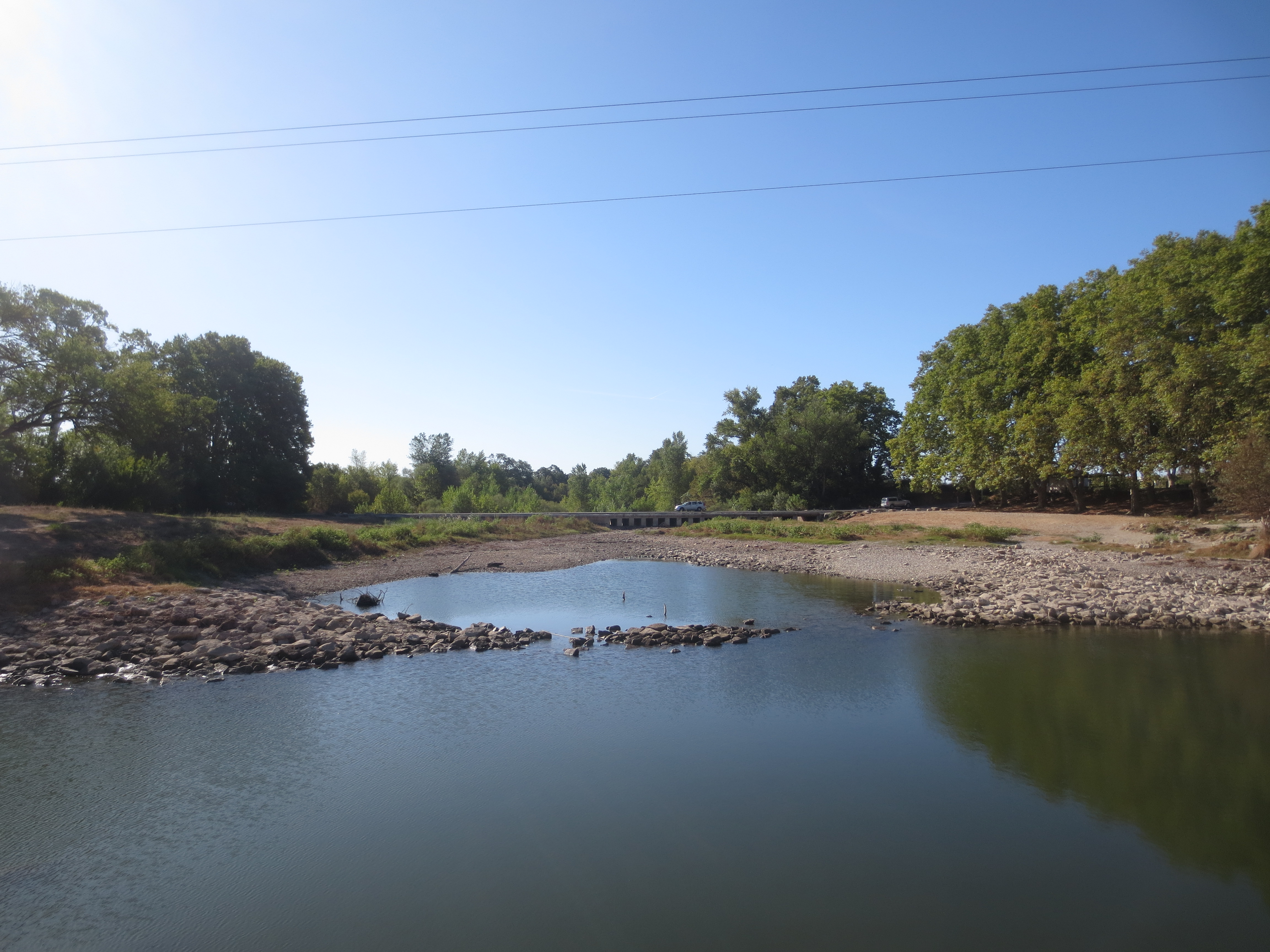
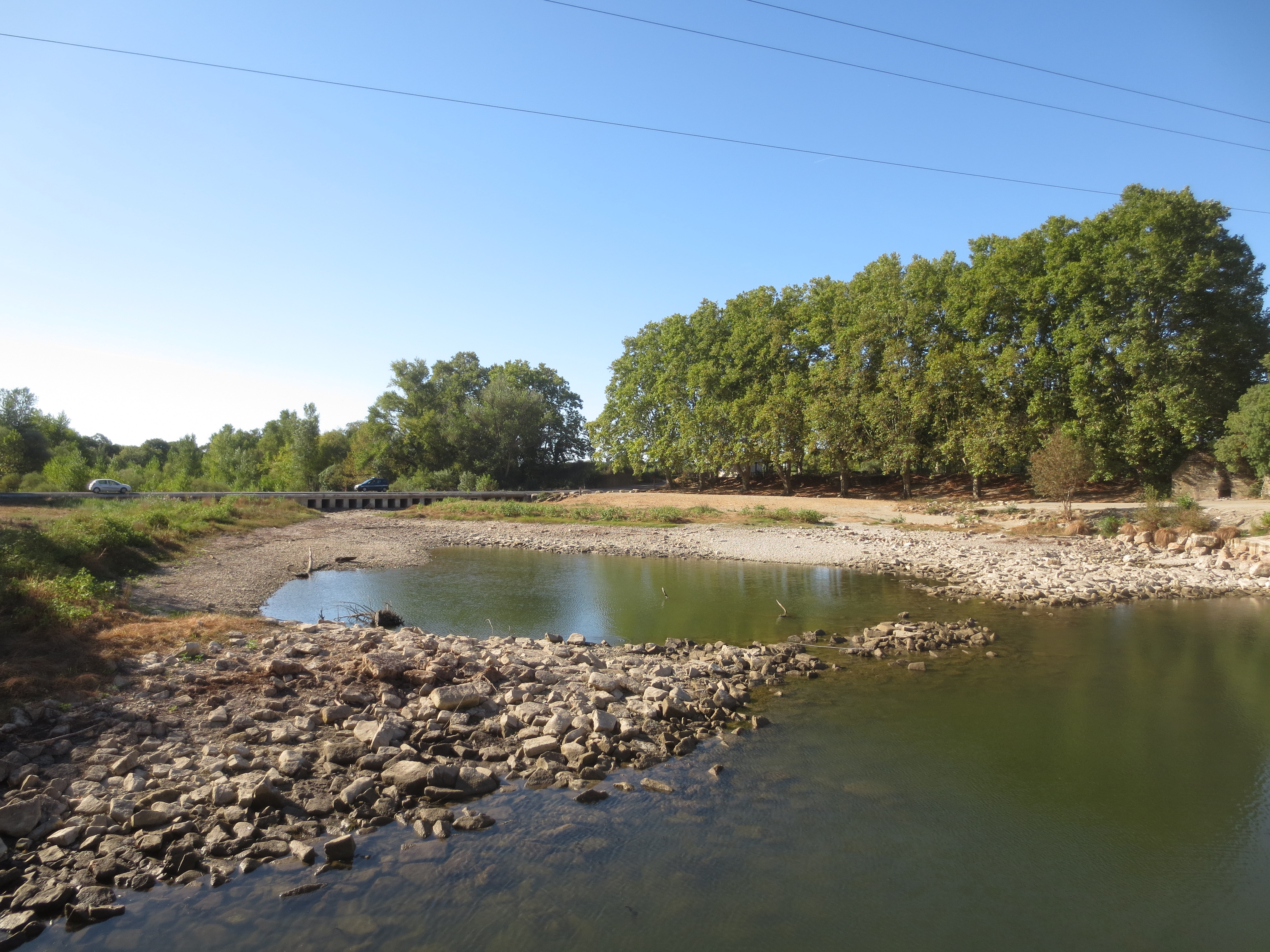
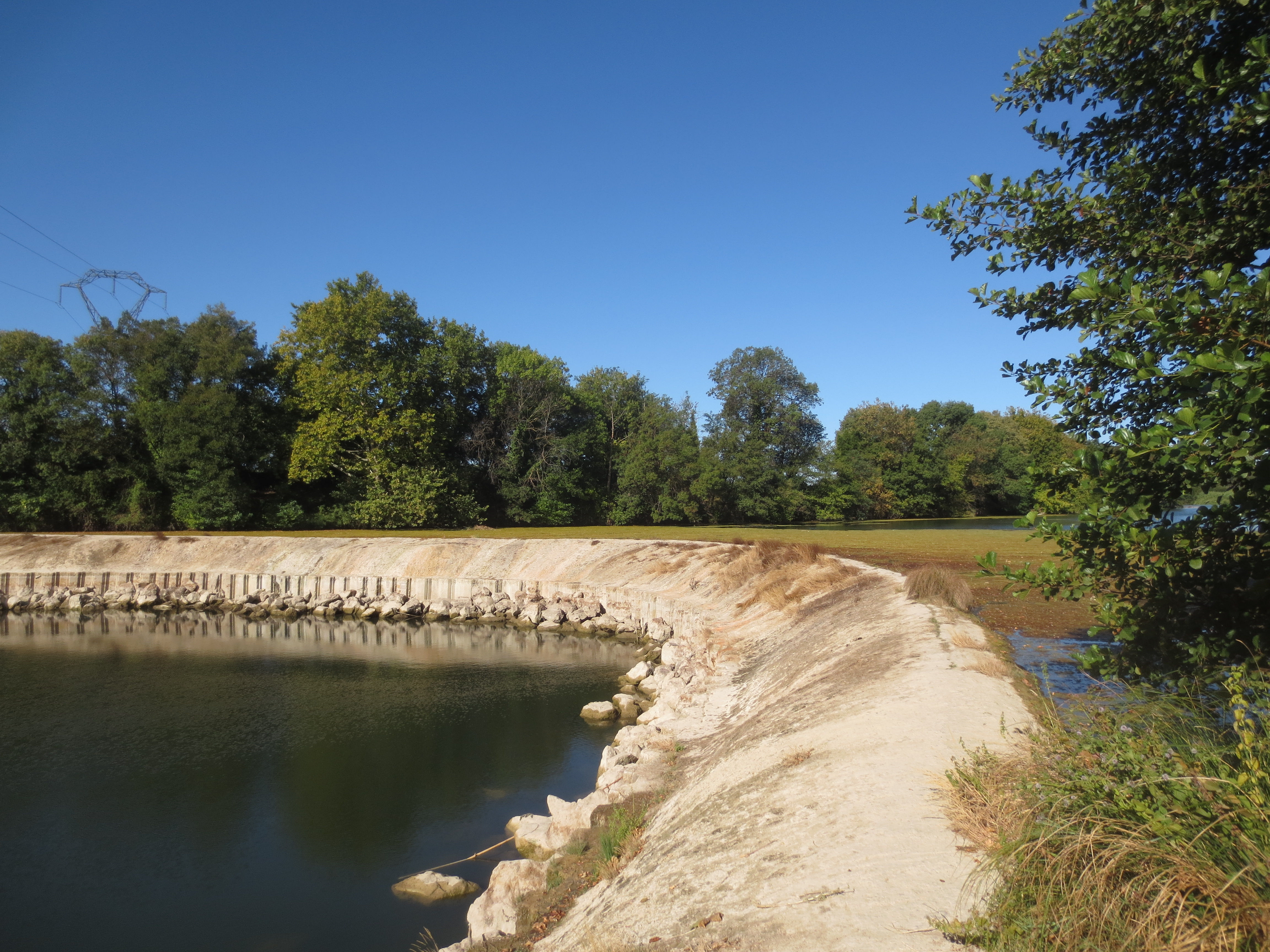
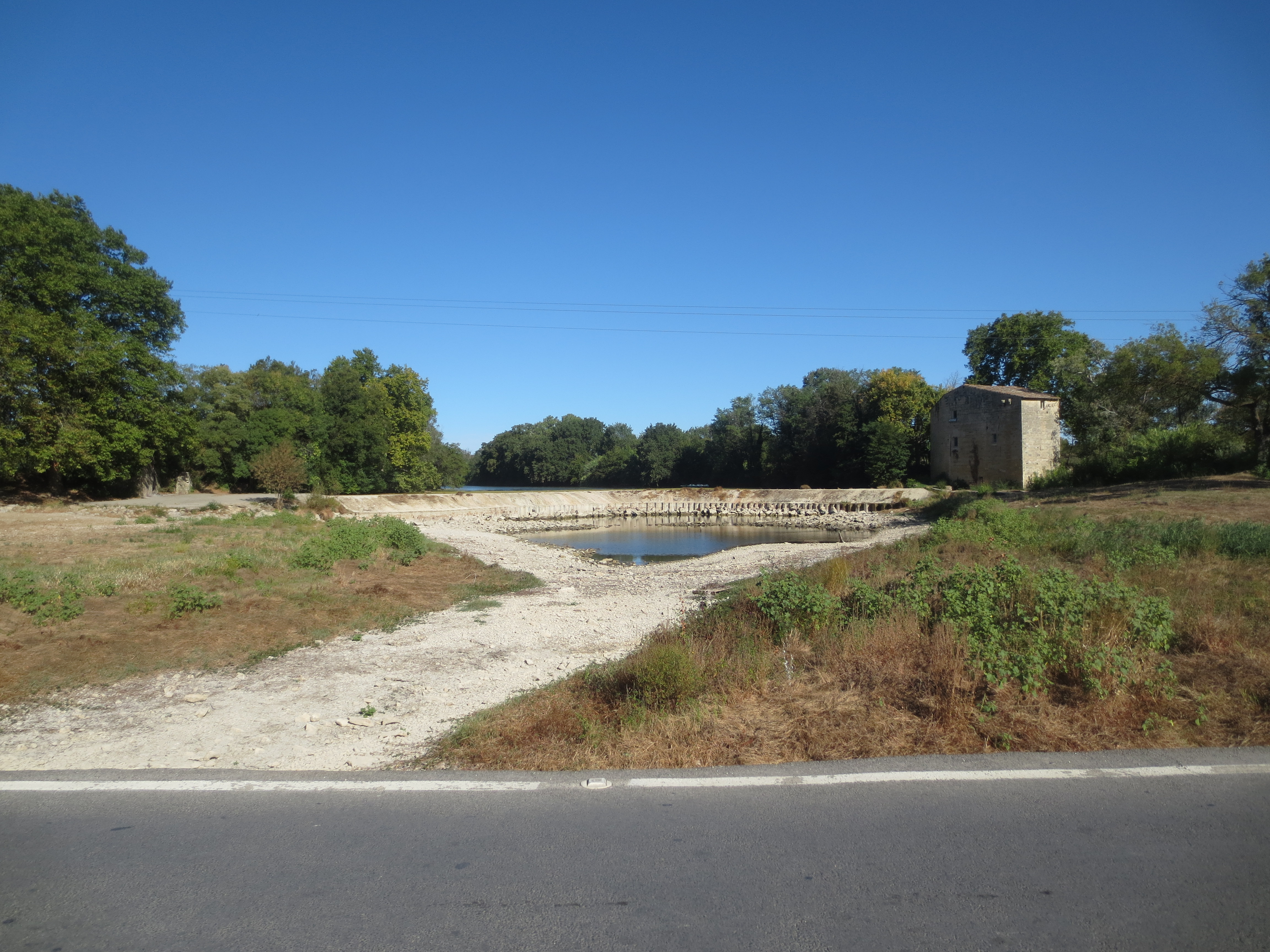
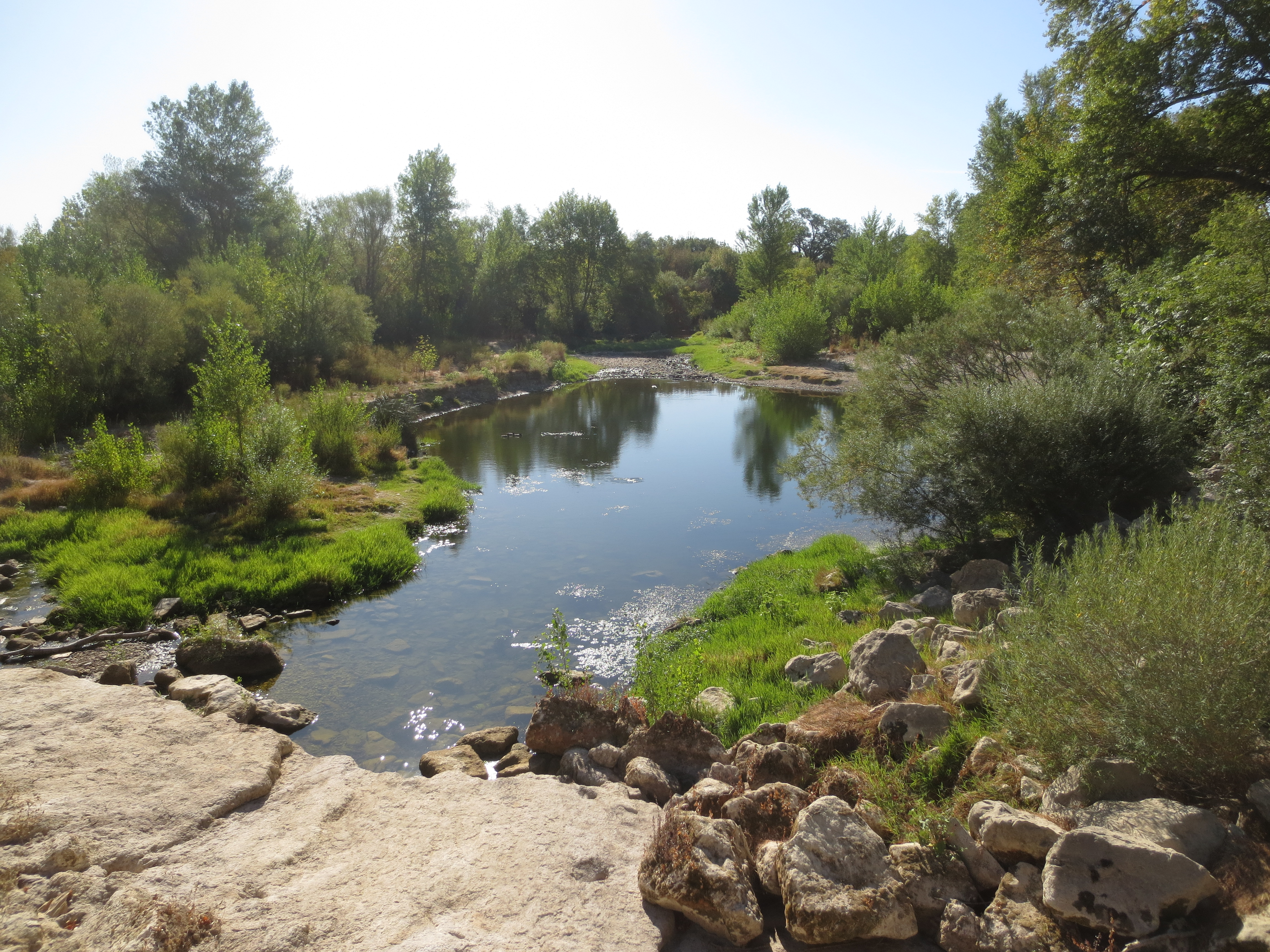
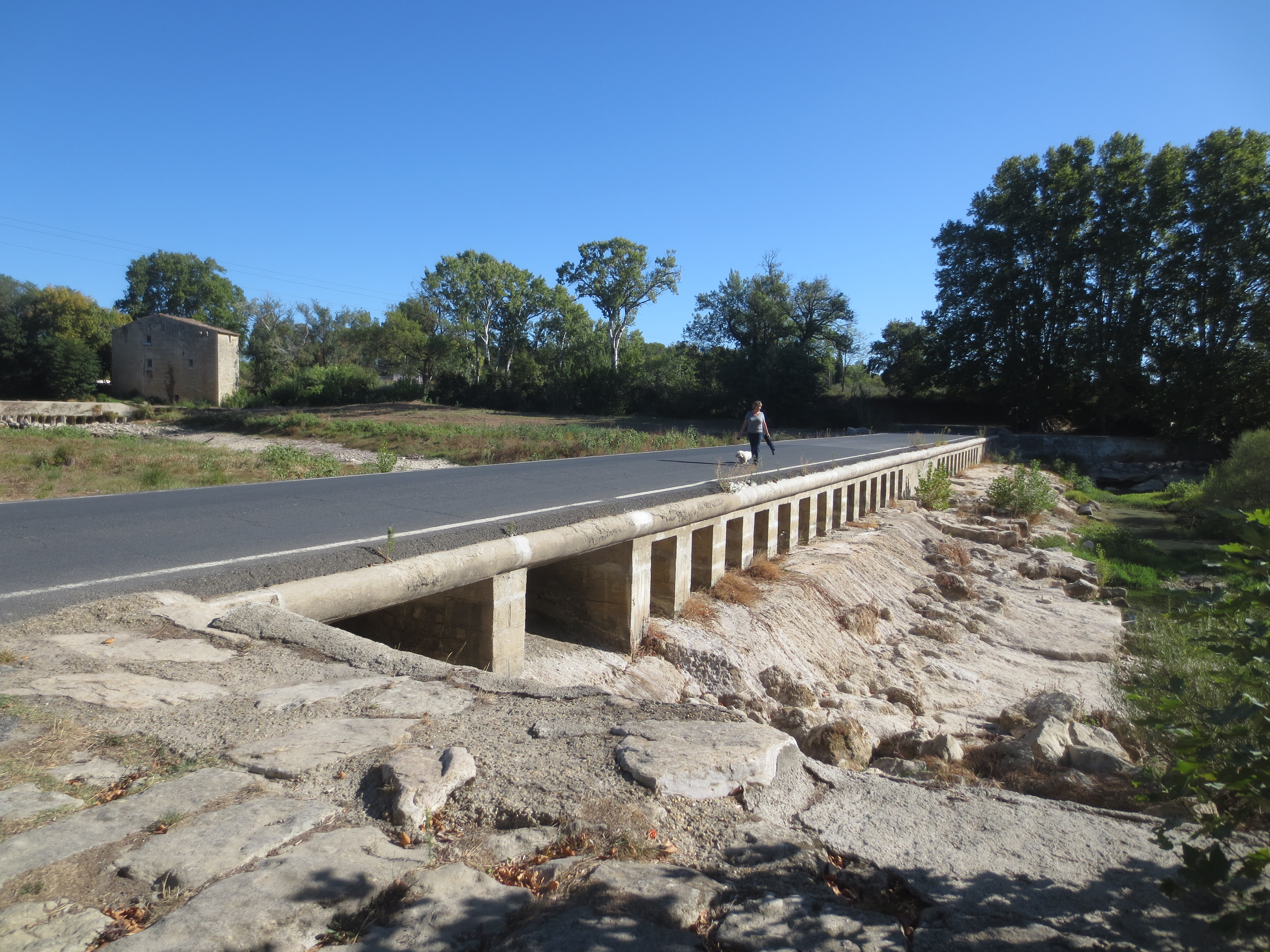
Le Vidourle entre Villetelle et Aubais septembre 2019 - Sécheresse !
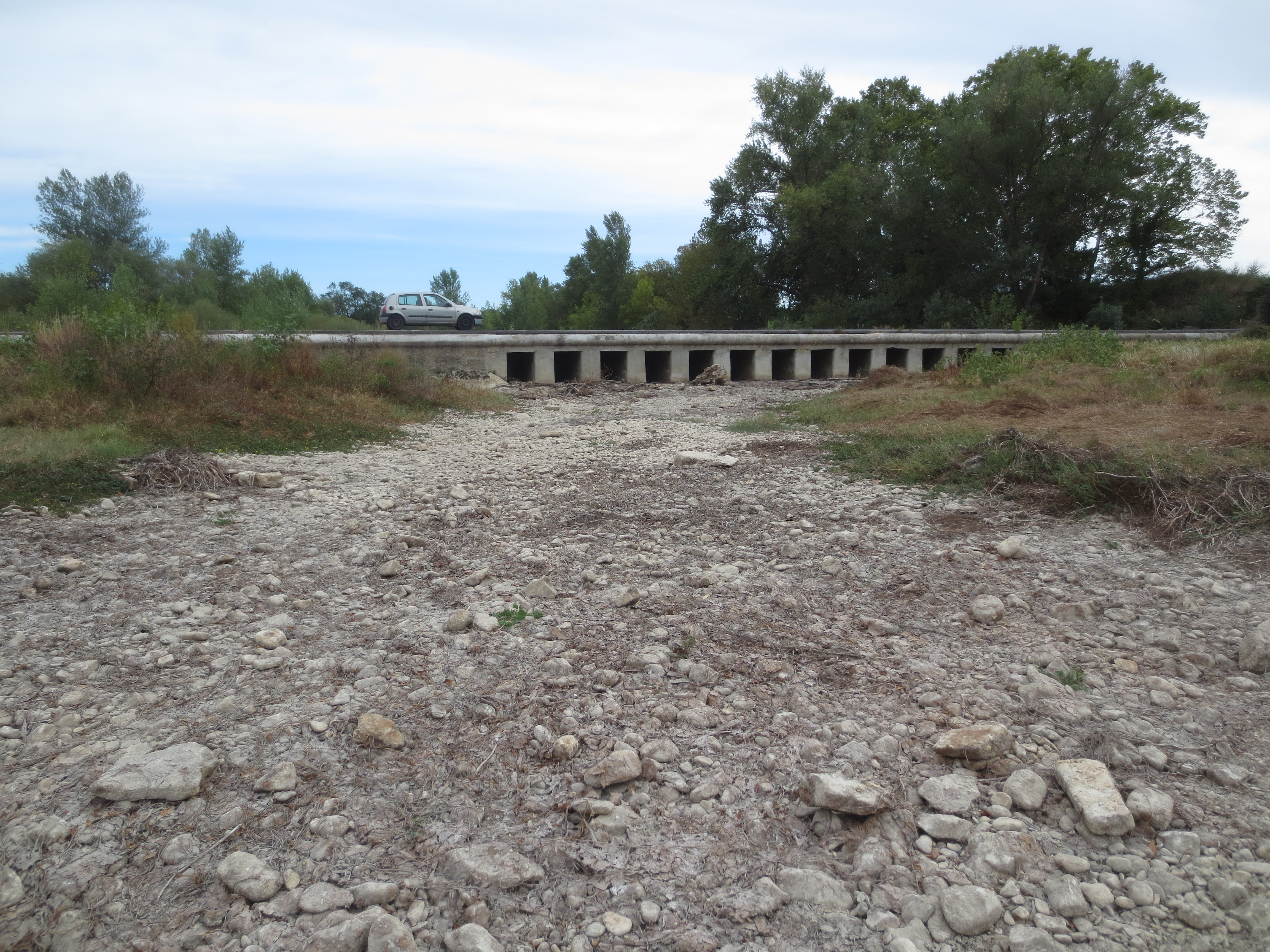

### Le Vidourle à Marsillargues
Le Vidourle a été observé 47 ans de 1969 à 2015 à la station Y3464010 Le Vidourle (Vidourle aval) à Marsillargues pour un bassin versant de 798 km2 et à 5 m d'altitude.

## Étymologie
Le nom du Vidourle viendrait du latin Viturlus, d'après les Mémoires pour l'histoire naturelle de la Province de Languedoc, Cavelier, 1740, qui indique : 

« Le Vidourle, rivière du bas-Languedoc, qui passe à Sommière, à Lunel, à Massillargues, etc. se jette dans l'étang d'Aigues-mortes. La principale source de cette rivière est la fontaine de Sauve, qui sort à gros bouillons d'un antre au pied de la montagne, sur le penchant de laquelle cette ville est bâtie. Il y a apparence qu'on doit déduire de-là le nom de cette rivière. Peut-être l’appelait-on en Celtique « Fynn Twll ou Toull », c'est-à-dire « source de l'antre » ou « de la caverne » : et c'est de là que les Romains auront fait successivement Vintullus, Vinturlus et Viturlus. »

## Aménagements et écologie

### Histoire
La régression des populations sauvages de castors, puis les drainages et les déforestations entamées il y a probablement plus de 2 000 ans ont probablement augmenté le régime des crues.
Des gués puis des ponts ont été peu à peu respectivement aménagés et construit pour permettre de traverser la rivière, avec le bétail souvent.
Au moment de la Révolution française, l'abolition des privilèges et le partage des bois et près communaux a exacerbé les défrichements, en montagne notamment. Les coupes rases ou cultures sur brûlis dégradent les sols et sont emportés par l'érosion ; le Vistre connaît alors de nombreux débordement et charrie une eau de plus en plus turbide. Dans le département du Gard, les administrateurs, de hauts fonctionnaires, l'ingénieur en chef et des agronomes scandalisés alertent le gouvernement et les députés ; « On brûle les bois de haute futaie pour y semer du blé. On détruit les bois jusque sur les revers des montagnes du nord, et maints incendies on détruit des bois ». M. Mons évalue alors la perte causée par seuls les torrents du Vistre et du Vidourle à un million de francs (de l'époque). « On a ensemencé jusqu'à trois fois et inutilement la plaine. Les débordements perdent tous les blés, et souvent à la veille de la moisson. Les bois sont devenus rares en raison de la fureur des défrichements. Les forêts ne sont plus que de vastes garrigues […] Le Gard s'élève aujourd'hui jusqu'à 18 ou 20 pieds et détruit tout dans sa course ».

### Divers
La fertilité du fleuve représente un atout de taille, mais il fut endigué en plaine dès le Moyen Âge et plus récemment au XVIIIe siècle par l'ingénieur Henri Pitot. Pendant longtemps, le Vidourle a fait tourner les moulins à huile et à grain. Il était indispensable également au fonctionnement des tanneries alors nombreuses notamment à Sommières.
Le Vidourle n'a jamais communiqué facilement avec la mer : il se perdait autrefois dans les marais de Saint-Laurent-d'Aigouze et, pour partie, se jetait  dans la mer via l'étang de Mauguio, l'édification de portes dites "Les Portes du Vidourle"  lieu de traverse avec le canal du Rhône à Sète a modifié son accès à la mer.
Aujourd'hui, il rejoint  la mer Méditerranée en passant d'une part par un canal qui traverse le Grau-du-Roi et d'autre part par l'étang du Ponant au passage dit Passage des Abimes, à cet effet des travaux ont été faits tant en amont du Grau-du-Roi (au Boucanet) qu'aux  Abimes (aménagement du Ponant)  il s'agissait là de ses sorties devenues naturelles après l'établissement des portes précitées, une autre sortie existait, au Boucanet même, celle dite du Château Leenhardt, elle a aujourd'hui disparu du fait des infrastructures de la ville.

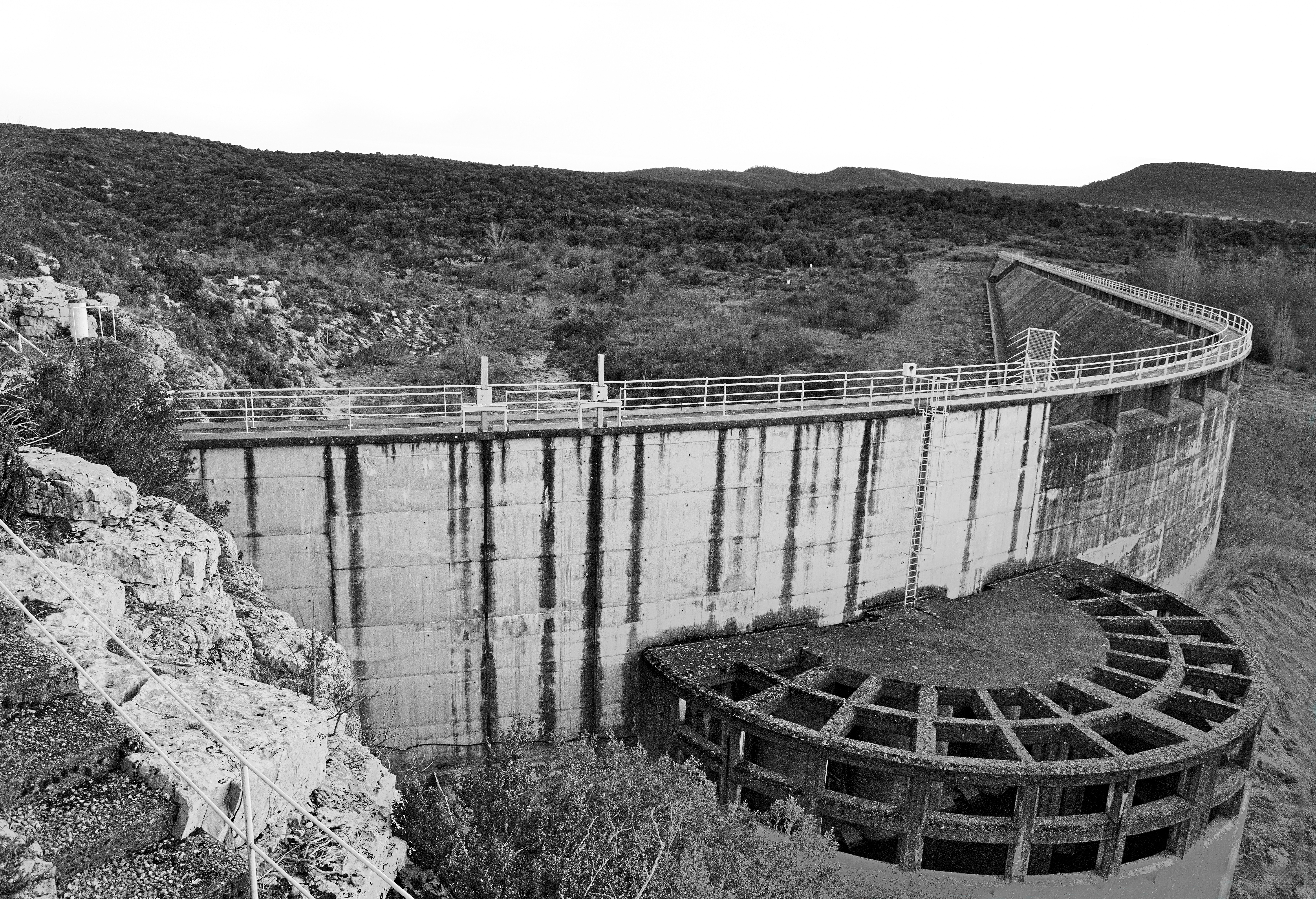
Barrage de Ceyrac, barrage écrêteur de crues du Rieumassel, affluent du Vidourle, construit en 1968.

À noter aussi l'aménagement de la fin des années 1960 au début des années 1980, sur le bassin amont, de trois barrages écrêteurs de crues : barrage de Conqueyrac, de Ceyrac et de La Rouvière. Mais ces derniers ne purent contenir la catastrophe de 2002, à peine l'atténuer selon les études[réf. nécessaire], étant donné l'ampleur, l'extension et la virulence  de l'événement qui plus est inédit dans sa longueur (8 et 9 septembre 2002). Un tel enchaînement n'avait pas été imaginé.

### Tourisme
La vallée du Vidourle comprend d'anciennes cités médiévales, des églises romanes, des temples et châteaux particulièrement prisées et véritable  vecteur économique pour celle-ci.